# Wiesław Szlachetka
Wiesław Szlachetka (Mała Komorze, 21 de novembro de 1959) - sacerdote católico romano polonês, doutor em ciências teológicas, bispo auxiliar de Gdańsk desde 2014.
Ele nasceu em 21 de novembro de 1959 em Mała Komora. Ele foi educado na Escola Técnica Agrícola de Sypniewo. Em 1980, ele foi aprovado no exame final do ensino médio. Nos anos de 1981 a 1986, ele estudou no seminário teológico de Pelplin. Ele foi ordenado diácono em 20 de junho de 1985. Ele foi ordenado ao presbitério em 17 de maio de 1986 pelo bispo diocesano de Chełmno, Marian Przykucki. Ele foi incardinado na diocese de Chełmno e, em 1992, na arquidiocese de Gdańsk. Ele obteve seu mestrado em teologia em 1986 na Academia de Teologia Católica de Varsóvia. Nos anos de 1988-1992 na mesma universidade, ele completou estudos adicionais e, em 1998, com base na dissertação A Imagem da Missão de Cristo na Terra à Luz da Declaração de Mt 10, 34-36 pares . Lc 12,51-53 (levando em consideração os contextos editoriais e os paralelos bíblicos e extrabíblicos) obteve o doutorado em ciências teológicas no campo dos estudos bíblicos.
Nos anos 1986-2000, trabalhou como vigário na paróquia de Cristo Salvador em Gdańsk. Em 2000 foi nomeado pároco da recém-criada paróquia de St. Policarpo, bispo e mártir em Gdańsk.
Ele se tornou um professor no Estudo Catequético da Arquidiocese de Gdańsk, no Colégio Teológico da Arquidiocese de Gdańsk em Gdynia e no Seminário Teológico de Gdańsk.
Em 21 de dezembro de 2013, o Papa Francisco o nomeou bispo auxiliar da Arquidiocese de Gdańsk com a sede titular de Vageata. Foi ordenado bispo em 4 de janeiro de 2014 na Basílica Catedral da Santíssima Trindade em Gdańsk-Oliwa . Eles foram ministrados pelo Arcebispo Celestino Migliore, Núncio Apostólico na Polônia, assistido por Sławoj Leszek Głódź, Arcebispo de Gdańsk, e Henryk Muszyński, Arcebispo Sênior de Gniezno. Como grito de bispo, aceitou as palavras «Magnificate Dominum mecum» (Louvado seja o Senhor comigo).
Como parte do trabalho da Conferência Episcopal Polonesa, ele se tornou o presidente do Comitê de Caridade e o delegado para a Pastoral da Mulher, ele também assumiu o cargo de Presidente do Comitê de Supervisão da Caritas Polska . 